# Vingt-sixième district congressionnel de Floride
La 26e district congressionnel de Floride est un district, créée pour la première fois dans le sud de la Floride en 2013 à la suite de l'augmentation de la population de la Floride lors du recensement de 2010. Dans le cycle de redécoupage de 2020, il a été désigné comme successeur du 25e district précédent et comprend la majeure partie de l'intérieur du comté de Collier ainsi que la banlieue nord-ouest de Miami, notamment Doral, Hialeah, Miami Lakes et certains quartiers de Miami même, tels que Allapattah et Wynwood. L'itération précédente du 26e district, qui comprenait le comté de Monroe et la banlieue sud-ouest de Miami, a été rebaptisée 28e district nouvellement créé.
De 2013 à 2023, le 26e district était situé à l'extrême sud de la Floride et contient tout le comté de Monroe ainsi qu'une partie du sud-ouest du comté de Miami-Dade. Géographiquement, c'était le successeur de l'ancien 25e district et comprenait Homestead, Key Largo, Marathon et Key West, ainsi que l'Université internationale de Floride, l'aéroport international de Key West et les trois parcs nationaux de Floride.
Le Républicain Mario Díaz-Balart représente actuellement le district.

## Démographie
Selon les outils de profil des électeurs de l'APM Research Lab (avec l'enquête sur la communauté américaine de 2019 du Bureau du recensement des États-Unis), le district comptait environ 482 000 électeurs potentiels (citoyens, âgés de 18 ans et plus). Parmi eux, 68 % sont latinos, 18 % blancs et 12 % noirs. Près de la moitié (49 %) des électeurs potentiels du district sont des immigrants. Le revenu médian des ménages (avec un ou plusieurs électeurs potentiels) dans le district est d'environ 68 200 $, tandis que 11 % des ménages vivent en dessous du seuil de pauvreté. En ce qui concerne le niveau d'instruction des électeurs potentiels du district, 15 % des personnes âgées de 25 ans et plus n'ont pas obtenu de diplôme d'études secondaires, tandis que 28 % détiennent un baccalauréat ou un diplôme supérieur.

## Géographie
| #  | Comté      | Siège       | Population |
| -- | ---------- | ----------- | ---------- |
| 21 | Collier    | East Naples | 404 310    |
| 86 | Miami-Dade | Miami       | 2 686 867  |

### Villes de 10 000 habitants ou plus
- Miami - 455 924 habitants
- Hialeah - 220 292
- Doral - 75 874
- Country Club - 49 967
- West Little River - 34 128
- Miami Lakes - 30 467
- Golden Gate - 25 321
- Immokalee - 24 557
- Hialeah Gardens - 23 068
- Gladeview - 14 927
- Miami Springs - 13 859

### Villes de 2 500 à 10 000 personnes
- Lely Resort - 7 619
- Ave Maria - 6 242
- Orangetree - 5 896
- Naples Manor - 5 132
- Palm Springs North - 5 030
- Vineyards - 3 883
- Lely - 3 694
- Island Walk - 2 812
- Verona Walk - 2 713
- Berkshire Lakes - 2 527

## Historique de vote
Résultats des élections présidentielles précédentes. L'itération des années 2010 de cette circonscription était la seule aux États-Unis à voter pour le candidat démocrate à la présidence en 2012 et 2016, puis à se tourner vers le candidat républicain en 2020. En revanche, la circonscription des années 2020 a été la seule aux États-Unis à voter pour le candidat républicain à la présidence en 2008 et 2012, pour ensuite se tourner une fois vers le candidat démocrate en 2016, puis revenir vers les républicains en 2020.
| Année | Poste             | Résultats                 |
| ----- | ----------------- | ------------------------- |
| 2012  | Président         | Obama 55,4 % - 43,9 %     |
| 2016  | Président         | Clinton 56,7 % - 40,6 %   |
| 2016  | Sénat             | Rubio 49,4 % - 48,1 %     |
| 2018  | Sénat             | Nelson 54,4 % - 45,6 %    |
| 2018  | Gouverneur        | Gillum 53,5 % - 45,3 %    |
| 2018  | Procureur Général | Shaw (en) 52,0 % - 45,9 % |
| 2020  | Président         | Trump 52,4 % - 46,9 %     |
| 2022  | Gouverneur        | DeSantis 70,1 % - 29,4 %  |
| 2022  | Sénat             | Rubio 69,6 % - 29,7 %     |

## Liste des Représentants du district
| Membre                            | Parti       | Années                          | Congrès     | Histoire électorale                                 | Zone géographique |
| --------------------------------- | ----------- | ------------------------------- | ----------- | --------------------------------------------------- | --- |
| District établi le 3 janvier 2013 |             |                                 |             |                                                     | |
| Joe Garcia (en)                   | Démocrate   | 3 janvier 2013 - 3 janvier 2015 | 113e        | Élu en 2012. Perd sa réélection.                    | 2013–2017 |
| Carlos Curbelo                    | Républicain | 3 janvier 2015 - 3 janvier 2019 | 114e , 115e | Élu en 2014. Réélu en 2016. Perd sa réélection.     | 2013–2017 |
| Carlos Curbelo                    | Républicain | 3 janvier 2015 - 3 janvier 2019 | 114e , 115e | Élu en 2014. Réélu en 2016. Perd sa réélection.     | 2017–2023 |
| Debbie Mucarsel-Powell            | Démocrate   | 3 janvier 2019 - 3 janvier 2021 | 116e        | Élue en 2018. Perd sa réélection.                   | |
| Carlos Giménez                    | Républicain | 3 janvier 2021 - 3 janvier 2023 | 117e        | Élu en 2020. Redécoupage vers le 28e district.      | |
| Mario Díaz-Balart                 | Républicain | 3 janvier 2023 - Présent        | 118e        | Redécoupage depuis le 25e district et réélu en 2022 | 2023–Présent : La totalité du comté d'Hendry, la majorité du comté de Collier sauf la partie côtière ainsi que le nord-ouest du comté de Miami-Dade. |

## Résultats des récentes élections
Voici les résultats des dix précédents cycles électoraux dans le district.

### 2012
| Élection de 2012 du 26e district congressionnel de Floride | Élection de 2012 du 26e district congressionnel de Floride | Élection de 2012 du 26e district congressionnel de Floride | Élection de 2012 du 26e district congressionnel de Floride | Élection de 2012 du 26e district congressionnel de Floride |
| ---------------------------------------------------------- | ---------------------------------------------------------- | ---------------------------------------------------------- | ---------------------------------------------------------- | ---------------------------------------------------------- |
| Parti                                                      | Parti                                                      | Candidat                                                   | Votes                                                      | %                                                          |
|                                                            | Démocrate                                                  | Joe Garcia (en)                                            | 135 694                                                    | 53,6                                                       |
|                                                            | Républicain                                                | David Rivera                                               | 108 820                                                    | 43,0                                                       |
| Total des votes                                            | Total des votes                                            | Total des votes                                            | 252 957                                                    | 100 %                                                      |
|                                                            | Les Démocrates conservent                                  |                                                            |                                                            |                                                            |

### 2014
| Élection de 2014 du 26e district congressionnel de Floride | Élection de 2014 du 26e district congressionnel de Floride | Élection de 2014 du 26e district congressionnel de Floride | Élection de 2014 du 26e district congressionnel de Floride | Élection de 2014 du 26e district congressionnel de Floride |
| ---------------------------------------------------------- | ---------------------------------------------------------- | ---------------------------------------------------------- | ---------------------------------------------------------- | ---------------------------------------------------------- |
| Parti                                                      | Parti                                                      | Candidat                                                   | Votes                                                      | %                                                          |
|                                                            | Républicain                                                | Mike Castle (sortant)                                      | 235 437                                                    | 61,0                                                       |
|                                                            | Démocrate                                                  | Karen Hartley-Nagle                                        | 146 434                                                    | 38,0                                                       |
| Total des votes                                            | Total des votes                                            | Total des votes                                            | 385 457                                                    | 100 %                                                      |
|                                                            | Les Républicains prennent aux Démocrates                   |                                                            |                                                            |                                                            |

### 2016
| Élection de 2016 du 26e district congressionnel de Floride | Élection de 2016 du 26e district congressionnel de Floride | Élection de 2016 du 26e district congressionnel de Floride | Élection de 2016 du 26e district congressionnel de Floride | Élection de 2016 du 26e district congressionnel de Floride |
| ---------------------------------------------------------- | ---------------------------------------------------------- | ---------------------------------------------------------- | ---------------------------------------------------------- | ---------------------------------------------------------- |
| Parti                                                      | Parti                                                      | Candidat                                                   | Votes                                                      | %                                                          |
|                                                            | Républicain                                                | Carlos Curbelo (sortant)                                   | 148 547                                                    | 53,0                                                       |
|                                                            | Démocrate                                                  | Joe Garcia (en)                                            | 115 493                                                    | 41,2                                                       |
| Total des votes                                            | Total des votes                                            | Total des votes                                            | 280 542                                                    | 100 %                                                      |
|                                                            | Les Républicains conservent                                |                                                            |                                                            |                                                            |

### 2018
| Élection de 2018 du 26e district congressionnel de Floride | Élection de 2018 du 26e district congressionnel de Floride | Élection de 2018 du 26e district congressionnel de Floride | Élection de 2018 du 26e district congressionnel de Floride | Élection de 2018 du 26e district congressionnel de Floride |
| ---------------------------------------------------------- | ---------------------------------------------------------- | ---------------------------------------------------------- | ---------------------------------------------------------- | ---------------------------------------------------------- |
| Parti                                                      | Parti                                                      | Candidat                                                   | Votes                                                      | %                                                          |
|                                                            | Démocrate                                                  | Debbie Murcarsel-Powell                                    | 119 797                                                    | 50,9                                                       |
|                                                            | Républicain                                                | Carlos Curbelo (sortant)                                   | 115 678                                                    | 49,1                                                       |
| Total des votes                                            | Total des votes                                            | Total des votes                                            | 235 475                                                    | 100 %                                                      |
|                                                            | Les Démocrates prennent aux Républicains                   |                                                            |                                                            |                                                            |

### 2020
| Élection de 2018 du 26e district congressionnel de Floride | Élection de 2018 du 26e district congressionnel de Floride | Élection de 2018 du 26e district congressionnel de Floride | Élection de 2018 du 26e district congressionnel de Floride | Élection de 2018 du 26e district congressionnel de Floride |
| ---------------------------------------------------------- | ---------------------------------------------------------- | ---------------------------------------------------------- | ---------------------------------------------------------- | ---------------------------------------------------------- |
| Parti                                                      | Parti                                                      | Candidat                                                   | Votes                                                      | %                                                          |
|                                                            | Républicain                                                | Carlos A. Giménez                                          | 177 211                                                    | 51,7                                                       |
|                                                            | Démocrate                                                  | Debbie Murcarsel-Powell (sortante)                         | 165 377                                                    | 48,3                                                       |
| Total des votes                                            | Total des votes                                            | Total des votes                                            | 342 588                                                    | 100 %                                                      |
|                                                            | Les Républicains prennent aux Démocrates                   |                                                            |                                                            |                                                            |

### 2022
La primaire démocrate a été annulée. Christine Alexandria Olivo avance vers l'élection générale.
| Primaire républicaine de 2022 du 26e district congressionnel de Floride | Primaire républicaine de 2022 du 26e district congressionnel de Floride | Primaire républicaine de 2022 du 26e district congressionnel de Floride | Primaire républicaine de 2022 du 26e district congressionnel de Floride | Primaire républicaine de 2022 du 26e district congressionnel de Floride |
| ----------------------------------------------------------------------- | ----------------------------------------------------------------------- | ----------------------------------------------------------------------- | ----------------------------------------------------------------------- | ----------------------------------------------------------------------- |
| Parti                                                                   | Parti                                                                   | Candidat                                                                | Votes                                                                   | %                                                                       |
|                                                                         | Républicain                                                             | Mario Diaz-Balart (sortant)                                             | 36 861                                                                  | 84,3                                                                    |
|                                                                         | Républicain                                                             | Darren Dione Aquino                                                     | 6885                                                                    | 15,7                                                                    |

| Élection de 2022 du 26e district congressionnel de Floride | Élection de 2022 du 26e district congressionnel de Floride | Élection de 2022 du 26e district congressionnel de Floride | Élection de 2022 du 26e district congressionnel de Floride | Élection de 2022 du 26e district congressionnel de Floride |
| ---------------------------------------------------------- | ---------------------------------------------------------- | ---------------------------------------------------------- | ---------------------------------------------------------- | ---------------------------------------------------------- |
| Parti                                                      | Parti                                                      | Candidat                                                   | Votes                                                      | %                                                          |
|                                                            | Républicain                                                | Mario Diaz-Balart (sortant)                                | 143 240                                                    | 70,8                                                       |
|                                                            | Démocrate                                                  | Christine Alexandria Olivo                                 | 58 868                                                     | 29,1                                                       |
| Total des votes                                            | Total des votes                                            | Total des votes                                            | 202 108                                                    | 100 %                                                      |
|                                                            | Les Républicains conservent                                |                                                            |                                                            |                                                            |

### 2024
La primaire démocrate a été annulée. Joey David Atkins avance vers l'élection générale.
| Primaire républicaine de 2024 du 26e district congressionnel de Floride | Primaire républicaine de 2024 du 26e district congressionnel de Floride | Primaire républicaine de 2024 du 26e district congressionnel de Floride | Primaire républicaine de 2024 du 26e district congressionnel de Floride | Primaire républicaine de 2024 du 26e district congressionnel de Floride |
| ----------------------------------------------------------------------- | ----------------------------------------------------------------------- | ----------------------------------------------------------------------- | ----------------------------------------------------------------------- | ----------------------------------------------------------------------- |
| Parti                                                                   | Parti                                                                   | Candidat                                                                | Votes                                                                   | %                                                                       |
|                                                                         | Républicain                                                             | Mario Diaz-Balart (sortant)                                             | 38 334                                                                  | 83,5                                                                    |
|                                                                         | Républicain                                                             | John Fratto                                                             | 4 378                                                                   | 9,5                                                                     |
|                                                                         | Républicain                                                             | Richard Evans                                                           | 3 178                                                                   | 6,9                                                                     |

| Élection de 2024 du 26e district congressionnel de Floride | Élection de 2024 du 26e district congressionnel de Floride | Élection de 2024 du 26e district congressionnel de Floride | Élection de 2024 du 26e district congressionnel de Floride | Élection de 2024 du 26e district congressionnel de Floride |
| ---------------------------------------------------------- | ---------------------------------------------------------- | ---------------------------------------------------------- | ---------------------------------------------------------- | ---------------------------------------------------------- |
| Parti                                                      | Parti                                                      | Candidat                                                   | Votes                                                      | %                                                          |
|                                                            | Républicain                                                | Mario Diaz-Balart (sortant)                                | 217 199                                                    | 70,9                                                       |
|                                                            | Démocrate                                                  | Joey David Atkins                                          | 89 072                                                     | 29,1                                                       |
| Total des votes                                            | Total des votes                                            | Total des votes                                            | 306 271                                                    | 100 %                                                      |
|                                                            | Les Républicains conservent                                |                                                            |                                                            |                                                            |